# Iglesia de San Francisco de Asís (La Valeta)
La iglesia de San Francisco de Asís es una iglesia dedicada a San Francisco de Asís (en maltés: San Franġisk t'Assisi) de La Valeta.

## Historia
Se construyó en 1598 y se completó en 1607. Después de algunas décadas desarrolló defectos estructurales y en 1681 fue construida de nuevo por la "munificencia" del Gran Maestre Gregorio Carafa, cuyo escudo de armas adorna la fachada.

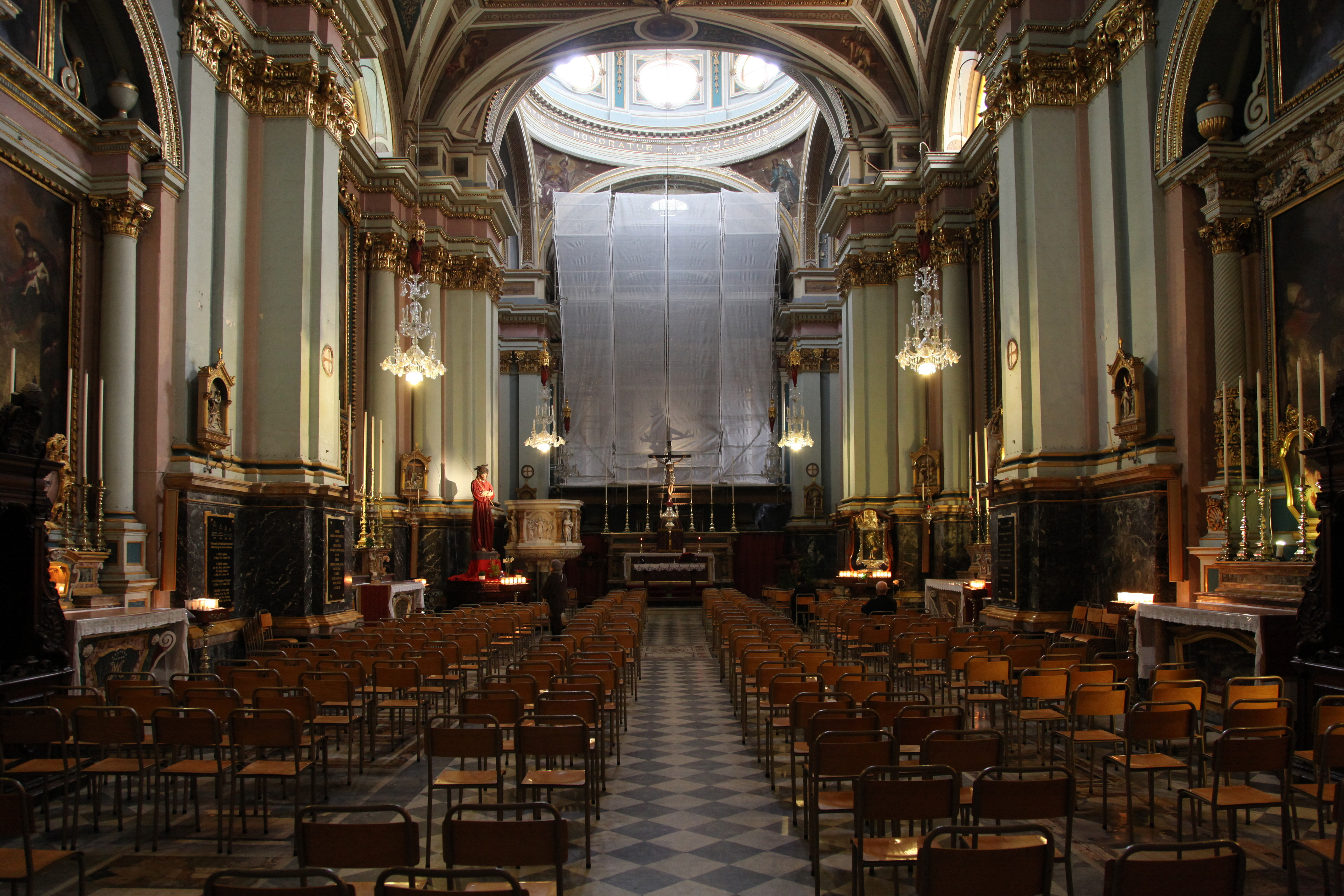
interior de la iglesia

Fue ampliada en la década de 1920 siguiendo los planos de Emanuel Borg, que también incluían una cúpula . Esto implicó la eliminación de algunos de los frescos de Giuseppe Calì, que fueron reemplazados por otros de Gianni Vella .
Aún alberga preciosas obras de arte, incluidas pinturas de Mattia Preti, Pietro Gagliardi y Filippo Paladini, así como la estatua titular de San Francisco.
Figura en el Inventario Nacional de Bienes Culturales de las Islas Maltesas.